# Pride and Glory (banda)
Pride and Glory fue un proyecto paralelo del guitarrista de Black Label Society, Zakk Wylde. Fue su primer proyecto propio, editando después su álbum acústico en solitario Book of Shadows. A continuación, formaría su banda Black Label Society, que todavía sigue activa.
Pride & Glory Se formó en 1991, durante la gira No More Tours del cantante Ozzy Osbourne, que iba a ser, supuestamente, la última. La banda en un principio se llamó Lynyrd Skynhead, e incluía al bajista James LoMenzo y al baterista Greg D'Angelo, ambos de White Lion, junto a Wylde. 
A principios de 1994 D' Angelo fue sustituido por Brian Tichy y se cambiaron el nombre al de Pride & Glory. En mayo de ese mismo año editaron su disco homónimo a través de Geffen. Tras el lanzamiento de su único álbum, con un sonido más de rock sureño fusionado con folk metal en que incorpora banyo, armónica y la mandolina, fue visto como una salida casi completa de la música que Zakk hacía como guitarrista de Ozzy Osbourne, pero el sonido rock sureño dominante del álbum resultó siendo una influencia predominante en la propia música de Zakk hasta incluirlo en el álbum debut de Black Label Society llamado Sonic Brew.
En junio de 1994 de ese mismo año tocaron en el escenario principal del Monsters of Rock en Donington. En noviembre de 1994 LoMenzo se marcha después de la gira de Japón y tres días antes del comienzo de la gira americana. Zakk consiguió que un antiguo amigo (John DeServio) le sustituyera. La banda hizo su último concierto el 10 de diciembre de 1994 en Los Ángeles en el cual colaboró el guitarrista de Guns N' Roses Slash
(también de Geffen Records) tocando Voodoo Child y Red House con la banda. El 31 de enero de 1998 se reunió la formación original para un concierto en Hollywood

## Discografía

### Álbumes de estudio
- Pride & Glory (1994)

### Sencillos
- "Losin' Your Mind" (1994)
- "Horse Called War" (1994)
- "Shine On" (1994)
- "Lovin' Woman" (1994)
- "Harvester Of Pain" (1994)
- "The Chosen One" (1994)
- "Sweet Jesus" (1994)
- "Troubled Wine" (1994)
- "Machine Gun Man" (1994)
- "Cry Me A River" (1994)
- "Toe'n The Line" (1994)
- "Found A Friend" (1994)
- "Fadin' Away" (1994)
- "Hate Your Guts" (1994)

### Otras grabaciones
(Lynyrd Skynhead)
- "Farm Fiddlin'" - The Guitars That Rule The World (1991)
- "Baby Please Don't Go" - L.A. Blues Authority Vol. 1 (1992)

- Datos: Q2287627